# Koptischer Ritus
Koptischer Ritus ist der Gottesdienst der orientalisch-orthodoxen Koptischen Kirche und der Koptisch-katholischen Kirche.

## Liturgiegeschichte
Der Koptische Ritus ist neben dem verwandten Äthiopischen Ritus die zweite noch lebendige Variante des Alexandrinischen Ritus'. Durch die Übernahme von Elementen aus dem Antiochenischen Ritus, einigem an ägyptischem Eigengut sowie Ergebnissen jüngerer liturgiegeschichtlicher Entwicklungen gestaltete er sich zu einer eigenständigen Liturgieform. Liturgische Sprachen sind das Griechische und das Koptische, später auch das Arabische und neuerdings, vor allem in der Diaspora, moderne Fremdsprachen.
- Heinzgerd Brakmann: Die Kopten – Kirche Jesu Christi in Ägypten. Ihre Geschichte und Liturgie, in: A. Gerhards – H. Brakmann (Hrsg.): Die koptische Kirche. Kohlhammer, Stuttgart 1994, 9-27. 196-221 (mit Lit.).

## Sakramentale Feiern
Grundlegend:
- O. H. E. KHS-Burmester: The Egyptian or Coptic Church. A detailed description of her liturgical services and the rites and ceremonies observed in the administration of her sacraments. Société d'Archéologie Copte, Le Caire 1967, ohne ISBN. Übersetzung der Handlungsanweisungen („Rubriken“) für alle Feiern aus den gottesdienstlichen Büchern der koptisch-orthodoxen Kirche.

### Eucharistie
Das Normalformular der koptischen Messfeier ist die Basilius-Liturgie mit einem Eucharistischen Hochgebet antiochenischen Typs, der Basilius-Anaphora. Sie ist nicht identisch mit dem gleichnamigen Formular des Byzantinischen Liturgie. Austauschtexte bieten (a) die Anaphora des Gregorios von Nazianz (ebenfalls antiochenischen Typs) und die Kyrillos-Anaphora, die der Markos-Liturgie des Alexandrinischen Ritus entspricht. Von der Kyrillos-Anaphora gibt es eine moderne Form, die die traditionelle alexandrinische Struktur dieses Hochgebetes aufgibt und sie dem antiochenischen Typ angleicht.
Texte in deutscher Übersetzung:
- Die koptische Liturgie. Emporhebung des Abendweihrauches; Inzens-Frühgottesdienst; Eucharistische Messfeier. Übers. aus den Original-Sprachen und kommentiert von Karam Khella. Theorie-und-Praxis-Verlag, Hamburg 1989, ISBN 3-921866-23-5.

- Die koptische Liturgie des Hl. Basilios und des Hl. Gregorios mit Abend- und Morgenweihrauch. Übers. von Ortrun und Samy Hanna. Luthe-Verlag, Köln 1990.

Verlauf: Bevor der Priester den Gottesdienst beginnt, breitet er auf dem Altar das Kelchtuch aus und stellt darauf den Kelch, legt davor auf eine Palla corporale die Patene mit der Hostie, links und rechts je ein weiteres Korporale. Nach dem Ankleiden tritt er mit den Ministranten in die Kirche und fällt vor der Königstür nieder. Vor dem Altar segnet er sich und das Volk mit einem Handkreuz. Nun wird das Brot in ein Korporale gehüllt und mit dem Messwein feierlich um den Altar getragen. Die Opfergaben werden gesegnet. Hierauf folgt das Gebet der Danksagung und eine Epiklese (Bitte um die Wandlung der Gaben.). Vor der Ikonostase spricht der Priester das Schuldbekenntnis (Confiteor) und das Absolutionsgebet. Der Ministrant liest die Lesungen auf Arabisch vor, und es folgt das Trisagion, worauf der Priester das Evangelium verliest und die Fürbitten hält.
Der Kanon beginnt mit dem Friedensgebet. Während des „Erhebet die Herzen“ segnet der Priester mit Kreuz und Korporale die Gläubigen, beim Heilig-Ruf (Sanctus) aber erst mit dem Korporale und dann mit dem Kreuz. Jeweils anschließend richtet er sich nach Süden und segnet sich selbst. Den Höhepunkt der Opferhandlung bildet die Wandlung, das Herrengedächtnis und die Herabrufung des Heiligen Geistes (Epiklese). Am Ende der Fürbitten (Diptychen) erfolgt ein Hinweis mit der linken Hand auf die Opfergaben und eine gleichzeitige Segnung der Gläubigen. Anschließend folgen Gebete mit Korporalia den ausgebreiteten Händen, das Gebet des Brotbrechens und die erste Berührung der Hostie mit dem Heiligen Blut (Wein), wobei der Priester seinen Finger in den Kelch taucht und damit die Hostie bezeichnet. Nun folgt das Brotbrechen mit dem Vaterunser, das Gebet der Handauflegung und das Absolutionsgebet. Sodann erhebt der Priester das Mittelstück der Hostie, taucht es leicht ins Heilige Blut (Wein) und bezeichnet damit die übrigen Teile der Hostie. Es folgt die Vermischung der Gestalten. Nach einer zweiten Erhebung der Opferspeise kommt ein Kommuniongebet mit Verehrung der Hostie und der Kommunion des Priesters und der Gläubigen. Nach der Danksagung folgen das Segensgebet und die Entlassung.

### Taufe, Firmung
Die koptische Initiationsliturgie verbindet Taufe, Firmung und erste Eucharistie des Neugetauften in einer einzigen Feier. Ihre Gestalt beruht auf den liturgischen Gewohnheiten der altkirchlichen Erwachsenentaufe, die mit den nötigen Anpassungen auch auf zu taufende Kinder Anwendung finden.
- Cyrille Salib: La liturgie des sacrements du baptême et de la confirmation. Le Caire 1968.
- Oswald Hugh Edward Burmester: The Baptismal Rite of the Coptic Church. In: Bulletin de la Société d'Archéologie Copte 11 (1945) S. 27–86.
- Gérard Viaud: Les rites du septième jour après la naissance dans la tradition copte. In: Le Monde Copte 2 (1977) S. 16–19.

### Myronweihe
„Myron“ ist ein mit duftenden Spezereien angereichertes Olivenöl, das bei besonders hochrangigen sakramentlichen Handlungen benutzt wird. Seine feierliche Weihe erfolgt im Abstand mehrerer Jahre oder gar Jahrzehnte durch den Patriarchen und den um ihn versammelten Episkopat.
- Samir Khalil: Quelques remarques sur le myron dans l'église copte dans sa relation à l'église syriaque. In: Farādat al-quddās as-suryānī = Le génie de la messe syriaque: patrimoine syriaque; Actes du colloque II. Antélias: Centre d'Études et de Recherches Pastorales 1995, S. 107ff.
- Youhanna N. Youssef / Ugo Zanetti: La consécration du Myron par Gabriel IV 86e Patriarche d'Alexandrie en 1374 A.D. [Die Myronweihe durch den koptischen Patriarchen Gabriel IV. (1374)] (= Jerusalemer Theologisches Forum 20). Aschendorff, Münster 2014, ISBN 978-3-402-11027-0.
- Youhanna N. Youssef, Sameh F. Soliman: The Rite of Consecration of the Myron (= Publications de la Société d’Archéologie Copte. Textes et Documents 18). Le Caire 2017.

### Ordination
- Paul F. Bradshaw: Ordination Rites of the Ancient Churches of East and West. New York 1990.
- O. H. E. KHS-Burmester: Ordination Rites of the Coptic Church. Société d'Archéologie Copte, Le Caire 1985.
- O.H.E. KHS-Burmester: The Rite of Consecration of the Patriarch of Alexandria. Société d'Archéologie Copte, Le Caire 1960.
- R. Mouret: L'ordination d'un diacre dans le rite copte, Mémoire (Masch.) de Diplôme de l'E.P.H.E., Ve section, Paris (1976).

### Kirchweihe
- G. Horner: The Service for the Consecration of Church and Altar according to the Coptic Rite. London 1902, Originaltexte mit englischer Übersetzung. (zugänglich im Internet)
- Das Ritual der [Kirch-] Weihe. In: St. Markus Jan./Febr./März 1991, 15-31 (anonyme deutsche Übersetzung).

### Ikonenweihe
- Jacob Muyser: Où sont nos icônes?. In: Les Cahiers Coptes, 11 (1952) 23-34.
- Ugo Zanetti: La prière copte de consécration d‘une icône. In: Le Monde Copte, 19 (1991) 93-98.
- Y. N. Youssef, Un jeu de mot dans le rituel de la consécration des icônes. In: Göttinger Miszellen, 142 (1994) 109-111.

### Eheschließung
- A. Raes: Le mariage dans les Églises d'Orient. Éditions de Chevetogne 1958.
- F. Van de Paverd: Forme celebrative del matrimonio nelle Chiese orientali. In: La celebrazione del matrimonio cristiano. Atti della V settimana dei professori italiani di Liturgia. EDB, Bologna 1977, 11-116. Ohne ISBN.
- J. Gh. Van Overstraeten: Le rite de l'onction des époux dans la liturgie copte du mariage.  In: Parole de l'Orient 5, 1 (1974) 49-93.

### Krankensalbung
Siehe Krankensalbung im koptischen Ritus

### Klösterliche Feiern
Die Aufnahme in das Mönchtum besteht aus zwei Abschnitten: a) Tonsur und Bekleidung mit einem ersten, vorläufigen Mönchs-/Nonnengewand, b) feierliche Einkleidung mit dem „heiligen Schema“ (ohne neuerliche Tonsur), dem kennzeichnenden Gewand eines Mönchs/eine Nonne.
- B. T. A. Evetts: Le rite copte de la prise d'habit et de la profession monacale. In: Revue de l'Orient Chrétien 11 (1906) 59-73. 129-148 (nach Cod. Bodl. 111; 14. Jh.);
- L. Villecourt: Le rite copte de la profession monacale pour les religieuses. In: Bessarione 14 (1909/10) 35-49. 301-347 (nach Cod. Vat. copt. 54; 15. Jh.);
- L. Delaporte: Le rite copte de la prise d'habit et de la profession monacale d'après les manuscrits de la Bibliothèque nationale. In: Revue de l'Orient Chrétien 11 (1906) 311f.

### Begräbnisfeier
- Lothar Störk: Der koptische Begräbnisritus. In: H. Becker – H. Ühlein (Hrsg.): Liturgie im Angesicht des Todes. Judentum und Ostkirchen. EOS, St Ottilien 1997. Bd. 2, 839-857 (deutsche Übersetzung).

## Tagzeiten
Der Tagzeiten-Gottesdienst der Kopten vereint (a) die abendliche und morgendliche Weihrauchdarbringung (= Abend- und Morgenlob) sowie (b) die in den liturgischen Büchern Horologion und Psalmodia verzeichneten Feiern.
Die vollständige Liste der Gebetszeiten umfasst:
1. Morgengebet. Ihm vorauf ging früher bei den Mönchen die „Stunde des Hahnenschreis“.
2. Terz („dritte Stunde“)
3. Sext („sechste Stunde“)
4. Non („neunte Stunde“)
5. Vesper („elfte Stunde“)
6. Komplet („zwölfte Stunde“), in der Klöstern zusätzlich eine zweite Komplet
7. Mitternachtsgebet

- O.H.E. Burmester: The Canonical Hours of the Coptic Church. In: Orientalia Christiana Periodica 2 (1936) 78–100.
- Hans Quecke: Untersuchungen zum koptischen Stundengebet. Institut Orientaliste de Louvain, Louvain 1970.
- Magdi R. B. Awad: Untersuchungen zur koptischen Psalmodie. Lit-Verlag, Berlin 2007. ISBN 978-3-8258-0164-9

## Feste und Festzeiten
- Maria Cramer (†) – Martin Krause: Das koptische Antiphonar (M 575 und P 11967). Jerusalemer Theologisches Forum 12. Aschendorff, Münster 2008, ISBN 978-3-402-11018-8

### Karwoche und Ostern
- O. H. E. Burmester: Le lectionnaire de la Semaine Sainte. Texte copte édité avec traduction française d'après le manuscrit Add. 5997 du British Museum, In: Patrologia Orientalis 24 (1933) 173-294; 25 (1939) 179-485.
- Adel Sidarous: La Pâque sainte ou La Semaine Sainte selon la liturgie copte. In: Proche-Orient Chrétien 17 (1967) 3-43.
- Emmanuel Lanne: Textes et rites de la liturgie pascale dans l'ancienne église copte, gedruckte Fassung in: L'Orient Syrien 6 (1961).

### Pfingsten
- O. H. E. Burmester: The Office of Genuflection on Whitsunday. In: Muséon 47 (1934) 205-257.
- S. Pernigotti – A. Amaldi: Pagine di un codice copto-arabo nel Museo Nazionale di S. Matteo a Pisa. Pisa 1982 (1983).